# Franz Schuselka

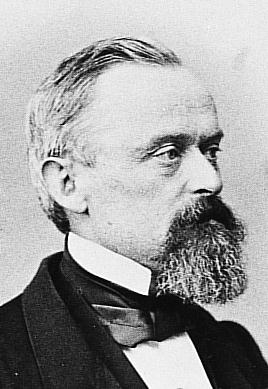
Franz Schuselka

Franz Schuselka (* 15. August 1811 in Budweis, Böhmen; † 1. September 1886 in Heiligenkreuz, Bezirk Baden, Niederösterreich) war ein österreichischer Politiker und Schriftsteller. Während der Revolution von 1848/1849 gehörte er als Vertreter der großdeutschen, demokratischen Linken der Frankfurter Nationalversammlung sowie dem österreichischen Reichstag an und war ein Anführer des Wiener Oktoberaufstandes. Von 1861 bis 1864 war er Mitglied des Landtags von Niederösterreich.

## Leben
Nach dem Besuch des Josefstädter Gymnasiums in Wien und des Gymnasiums in Budweis studierte Schuselka von 1822 bis 1829 in Wien Philosophie und Jurisprudenz, war kurze Zeit Praktikant beim Kriminalsenat in Wien und wirkte dann als Hofmeister (Hauslehrer) am Klinkowströmschen Erziehungsinstitut in Wien sowie Erzieher in mehreren adeligen und großbürgerlichen Familien (u. a. Fürst Lobkowitz) in Wien, Salzburg und Prag. Seit 1839 wandte er sich entschieden der Publizistik zu. In der Zeit des Vormärz trat er als scharfer, polemischer Kritiker der Politik Metternichs auf. 1842 verließ er Österreich und lebte eine Zeit lang in Weimar und dann in Jena; 1843 musste er nach Österreich zurückkehren, da das österreichische Konsulat seinen Pass nicht verlängerte, wo er wegen seiner politischen Schriften in eine Untersuchung verwickelt wurde. 1845 ging er wieder nach Jena und trat im November zur deutschkatholischen Gemeinde über, was automatisch seine Verbannung aus Österreich bedeutete. Ebenfalls in Jena wurde er Ehrenmitglied der burschenschaftlichen Verbindung auf dem Burgkeller Jena.
Im Februar 1846 ging er nach Hamburg, wo er 1847 in die Freimaurerloge Zur Brudertreue an der Elbe in Hamburg aufgenommen wurde.

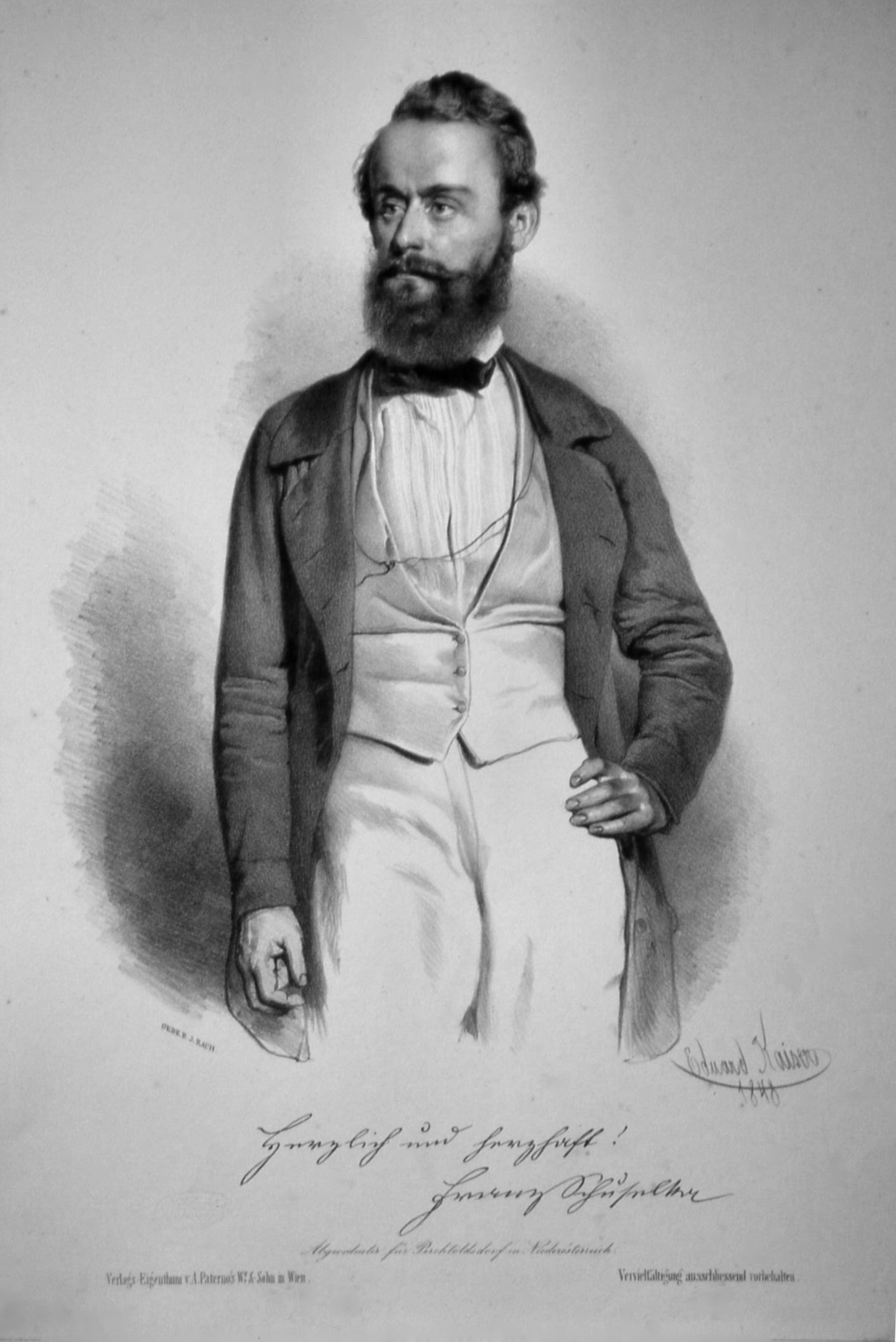
Franz Schuselka, Lithographie von Eduard Kaiser 1848

Nach Ausbruch der Revolution im März 1848 kehrte er nach Wien zurück, wurde von der Aula ins Vorparlament nach Frankfurt am Main gewählt und war dann unter den sechs Österreichern, welche zum Fünfzigerausschuss gewählt wurden. Für den Wahlkreis Klosterneuburg wurde er Mitglied in der Frankfurter Nationalversammlung, wo er der linken Fraktion Donnersberg angehörte. Am 17. August 1848 legte er sein Abgeordnetenmandat nieder, da er bereits im Juli als Abgeordneter des niederösterreichischen Bezirks Perchtoldsdorf in den österreichischen Reichstag gewählt worden war. Schuselka war einer der bekanntesten österreichischen „Achtungvierziger“, der als Vertreter der großdeutschen Linken jedoch eigenwillige Positionen einnahm. Seine bedeutendste Rolle spielte er im Wiener Oktoberaufstand von 1848, wo er an der Spitze des Sicherheitsausschusses stand, dann als Mitglied des Permanenzausschusses.
Nach Übergabe der Stadt ging er nach Kremsier, wo er im österreichischen Reichstag der Führer der Opposition wurde. Nach Auflösung des Reichstags im März 1849 konnte er zwar unbehelligt nach Wien zurückkehren, machte aber eine längere Reise durch Deutschland. Im selben Jahr heiratete Schuselka (siehe unten) und wechselte erneut die Konfession, diesmal zur Evangelischen Kirche A.B., der seine Ehefrau angehörte. 1850 wurde er nach seiner Rückkehr aus Wien ausgewiesen und lebte zwei Jahre zurückgezogen auf seinem Landgut in Gainfarn (unweit von Wien). Im September 1852 erhielt er die Erlaubnis, Wien wieder zu betreten. Später wandte er sich für mehrere Jahre nach Dresden von wo aus er erste Kontakte zum neoabsolutistischen, österreichischen Innenminister Alexander von Bach knüpfte. Zurück in Wien war er 1959 Gründungsmitglied und erster Obmann der Journalistenvereinigung „Presseclub Concordia“ (bis 1865).
Nach dem Ende der neoabsolutistischen und dem Beginn der konstitutionellen Phase (Februarpatent) war er von 1861 bis 1865 Abgeordneter im Landtag von Niederösterreich. Von 1862 bis 1879 redigierte er die von ihm gegründete politische Wochenschrift Die Reform. Nachdem sich die deutschliberalen Konstitutionalisten in Cisleithanien weitgehend durchgesetzt hatten (Erlass der Dezemberverfassung 1867, Ernennung des Bürgerministeriums) wurde Schuselka zu einem Kritiker des liberalen Zentralismus und vertrat zunehmend konservative Positionen. Anders als seine einstigen deutschliberalen und großdeutschen Gesinnungsgenossen, die für eine Dominanz der deutschen Volksgruppe im Staat eintraten, zeigte er auch Verständnis für die Interessen der slawischen Völker im Habsburgerreich. In dieser Zeit setzte seine Wiederannäherung an die katholische Kirche ein, zu der er 1879 zurückkonvertierte. Ein Schlaganfall, von dem er sich nicht mehr völlig erholte, riss ihn aus seiner publizistischen Arbeit.
Seine letzten Lebensjahre verbrachte Schuselka im Zisterzienserstift Heiligenkreuz im Wienerwald, wo er in den Morgenstunden des 1. September 1886 verstarb. Am 4. September 1886 wurde er auf dem Ortsfriedhof bestattet.

## Ehe und Familie
Schuselka heiratete 1849 die aus Königsberg (Preußen) stammende Schauspielerin und Sängerin Ida Wohlbrück, die vom Schauspieler Karl Brüning geschieden war und mehrere Töchter in die Ehe einbrachte. Der gemeinsame Sohn Ern(e)st Schuselka (* 19. Februar 1851 in Gainfarn; † 10. Juni 1893 in Neufelden) studierte Jus und wurde Advokat in Waizenkirchen.

## Sonstiges
Er war Meister des Freien Deutschen Hochstifts zu Frankfurt am Main.
1912 wurde in Wien Rudolfsheim-Fünfhaus (15. Bezirk) eine Gasse Schuselkagasse nach ihm benannt.

## Werke
- Weltgedanken, Wien 1840[11]

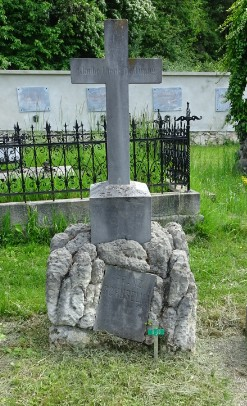
Grabstätte von Franz Schuselka

- Karl Gutherz, Wien 1841, 2. Aufl. Wien 1844
- Erzählungen, Wien 1843, 2 Bdchn.
- Lustiges und Lehrreiches für Kinder, Wien 1843
- Oesterreich im Jahre 1843[12]
- Beitrag zur Beurtheilung des preußischen Strafgesetzentwurfes, Jena 1843
- Deutsche Worte eines Österreichers, Hamburg 1843[13]
- Ist Österreich deutsch?, Leipzig 1843
- Österreich und Ungarn, Leipzig 1843
- Die orientalische Frage d.i. russische Frage, Hamburg 1842
- Mittelmeer, Ost- und Nordsee, Hamburg 1845[14]
- Der Jesuitenkrieg gegen Österreich und Deutschland, Leipzig 1845
- Die neue Kirche und die alte Politik, Leipzig 1845, 2. A. Leipzig 1846[15]
- Deutschland, Polen und Rußland, Hamburg 1846[16]
- Briefe Josephs II., 3. Aufl. 1846[17]
- Die Lösung der preußischen Verfassungsfrage, Bamberg 1847
- Deutsche Volkspolitik, Bamberg 1847[18]
- Österreichs Vor- und Rückschritte, Bamberg 1847
- Geschichtsbilder aus Schleswig-Holstein, Leipzig 1847
- Deutsch od. Russisch, Wien 1849
- Deutsche Fahrten, Wien 1849, 2 Bde.[19]
- Das provisorische Österreich, Leipzig 1850
- Beleuchtung der Aufklärungen des Herrn L. Grafen Ficquelmont, Wien 1850[20]
- Völkereinigung, Leipzig 1851
- Das türkische Verhängniß und die Großmächte, Leipzig 1853
- Rußlands Politik in geschichtlichen Bildern, Dresden 1854, 2 Bde.
- Oesterreich und England: Kritischer Beitrag zur Geschichte der Bündnisse und Verwürfnisse, 1854[21]
- Preußen als Großmacht und die Nondum-meridies. Politik beleuchtet, Leipzig 1855
- Österreich und Rußland, Leipzig 1855
- Eine Rückgeschichte Rußlands, Leipzig 1856
- Österreich und Ungarn, Wien 1861
- An Franz Deák, Wien 1861[22]